# Cruzeiro Esporte Clube
Cruzeiro Esporte Clube je nogometni klub iz brazilskoga grada Belo Horizontea. Osnovan je 2. siječnja 1921. godine. Jedini je brazilski klub koji je osvojio trostruku krunu iste godine. Te krune su: Prva brazilska liga (Serija A), Brazilsko nogometni kup, te državno prvenstvo Minasa Geraisa. 
Klub je osnovan pod imenom Palestra Italia. U drugom svjetskom ratu Brazil je ušao u rat na strani Saveznika s Brazilskim ekspedicijskim korpusom. Diktatura koja je onda bila u Brazilu prisilila je Palestru Italiju iz Sao Paula na mijenjanje imena zbog referiranja na ratnog neprijatelja Italiju. Isto je morala napraviti Palestra Italia iz São Paula.
Prvaci prve brazilske lige (Serija A) su bili u četiri navrata, 1966., 2003., 2013. i 2014. godine i ostao je zadnja brazilska momčad koja je uspjela vezati dvije krune.
Cruzeiro je nakon domaćeg poraza protiv Palmeirasa prvi put u povijesti ispao iz Sérije A. Točnije, od 1959., od kad se igra cjelovito prvenstvo u cijelom Brazilu, Cruzeiro je bio tek jedan od četiri kluba koji nikad nije ispao iz elitnog ranga. Od 1921. do 1959. brazilski klubovi igrali su i lige svojih država, a Cruzeiro ni tamo nije ispao u niži rang od 1921.
Nakon Peléova Santosa 1976. godine, Cruzeiro je bio prvi brazilski klub koji je osvojio Copa Libertadores. Po broju osvojenih naslova u nacionalnom prvenstvu Brazila s četiri pokala je šesti iza Palmeirasa, Santosa, Corinthiansa, Sao Paula i Flamenga. Po broju osvojenih Kupova Brazila najuspješniji je sa šest titula. Klupsko prvenstvo Južne Amerike je osvojio i 1997. pa s dvije titule dijeli četvrto mjesto s Flamengom i Gremiom.
U Cruzeiru je prve korake napravio Ronaldo Luís Nazário de Lima, a dres slavnog kluba kroz povijest su nosili poznati nogometaši kao što su Vava, Tostão, Nelinho, Dida, Sorin, Rogerio Ceni, Rivaldo i Fred.

## Klupski uspjesi

### Međunarodni uspjesi
Interkontinentalni kup:
- Finalist (2): 1976., 1997.

## Vanjske poveznice

### Službene
- Službena web-stranica (portugalski)

### Novosti
- GloboEsporte (portugalski)
- Lancenet (portugalski)
- UOL Esporte (portugalski)